# Rally Bohemia 2011

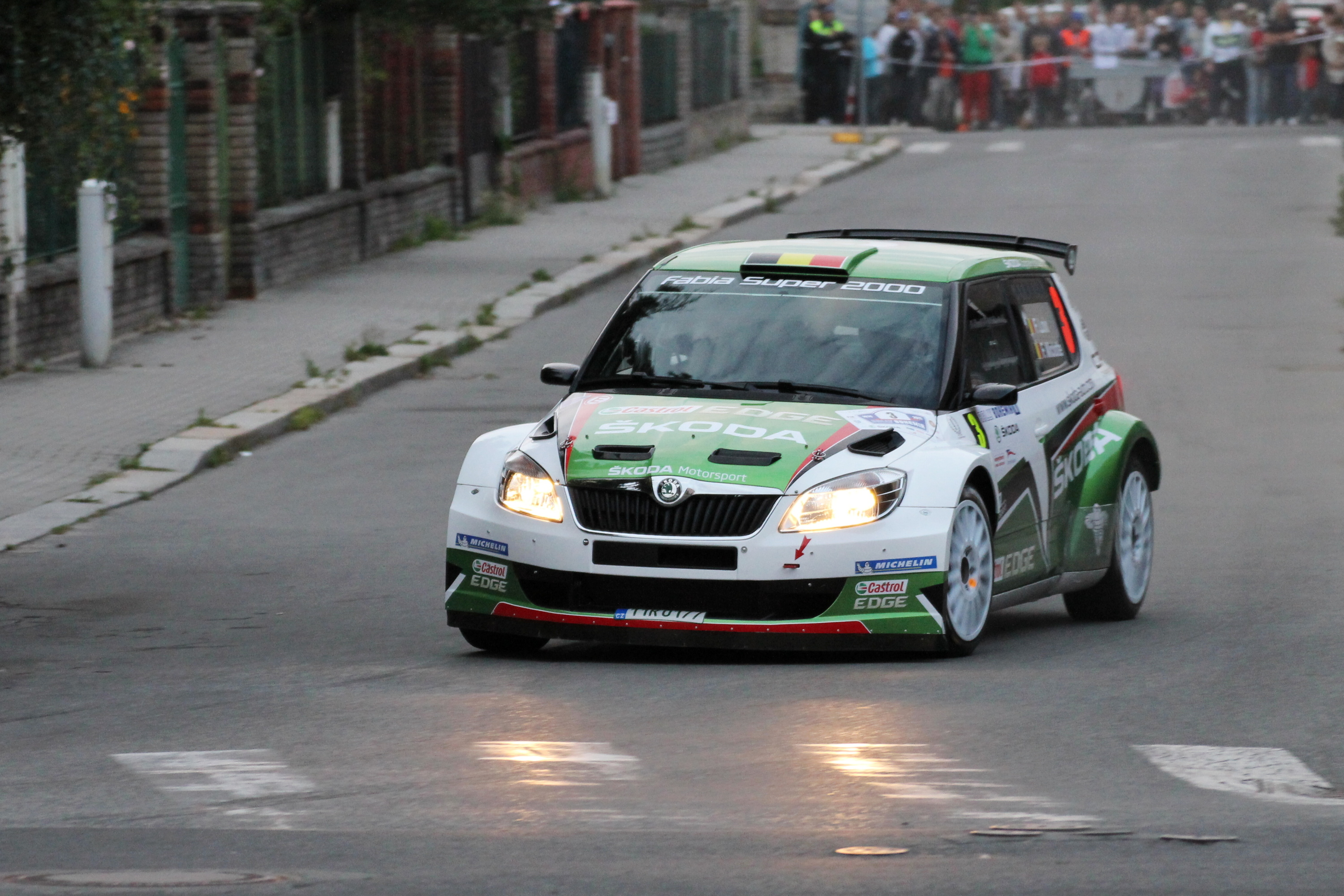
Škoda Fabia S2000 posádky Freddy Loix/Frederic Miclotte v Mladé Boleslavi

Rally Bohemia 2011 (XXXVIII. Rally Bohemia) byla 38. ročníkem Rally Bohemia konaným 1. – 3. července. Soutěž byla zařazena jako pátý podnik Mezinárodního mistrovství České republiky v rallye 2011.
Soutěž jejíž trať byla rozdělena do patnácti rychlostních zkoušek a jíž především v závěru ovlivnil déšť nejlépe zvládl Freddy Loix.
Podobně jako předešlé ročníky byla součástí programu i Rally Bohemia Historic Show, demonstrační jízda originálních historických soutěžních vozidel nebo jejich replik.

## Průběh soutěže
Itineráře si přebralo 80 jezdců, mezi nimi chyběl průběžně druhý jezdec MMČR Jan Kopecký, který havaroval na shakedownu belgické Ypres rallye, a nemohhl startovat kvůli zranění spolujezdce Petra Starého.
V pátek jezdci zahájili krátkou (2,4 km) rychlostní zkouškou v centru Mladé Boleslavi. Freddy Loix (Škoda Fabia S2000) se dostal do čela následován Valouškem (Peugeot 207 S2000), Krestou (Škoda Fabia S2000) a Pechem (Mitsubishi Lancer Evo IX R4). Pech záhy odstoupil z důvodu prasklé poloosy, Kresta si polepšil a po sobotě byl průběžně první, trojici favoritů doplnil Václav Arazim (Mitsubishi Lancer Evo IX). Neděle byla od počátku deštivá. Romana Krestu zradila elektronika a musel odstoupit. Vedoucí trojice si pak své pozice kontrolovala. Ve třídě 2WD byl nejrychlejší Ital Andrea Crugnola na Citroënu DS3 R3T (celkově osmý). První desítku doplnily dvě Fabie R2 posádek Tarabus/Norek a Černý/Kohout, které mezi sebou sváděly po celou dobu soutěže těsné souboje. Z osmdesáti posádek se do cíle probojovalo pouhých 38.

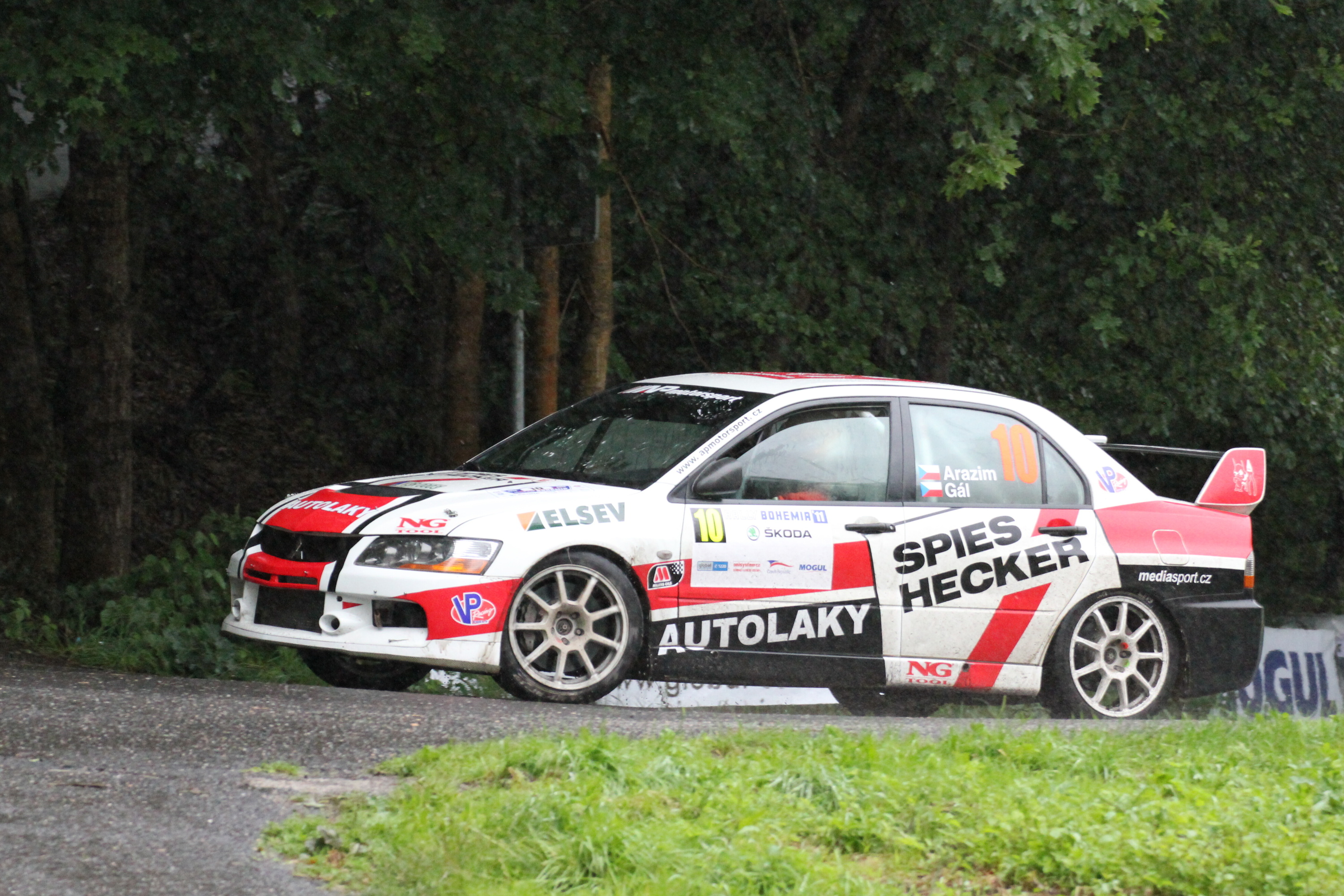
Lancer posádky Václav Arazim/Julius Gál
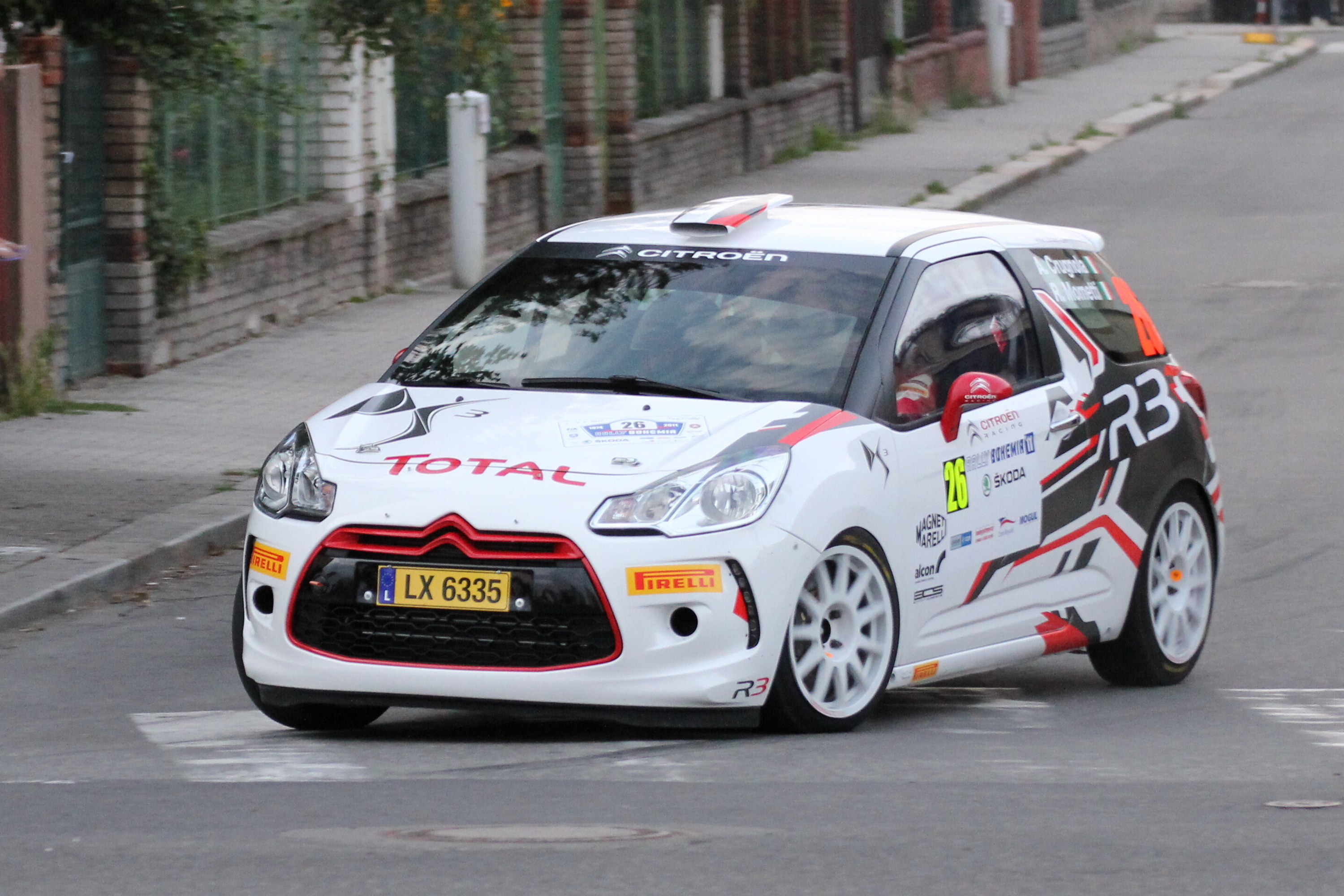
Andrea Crugnola na Citroënu DS3 R3T
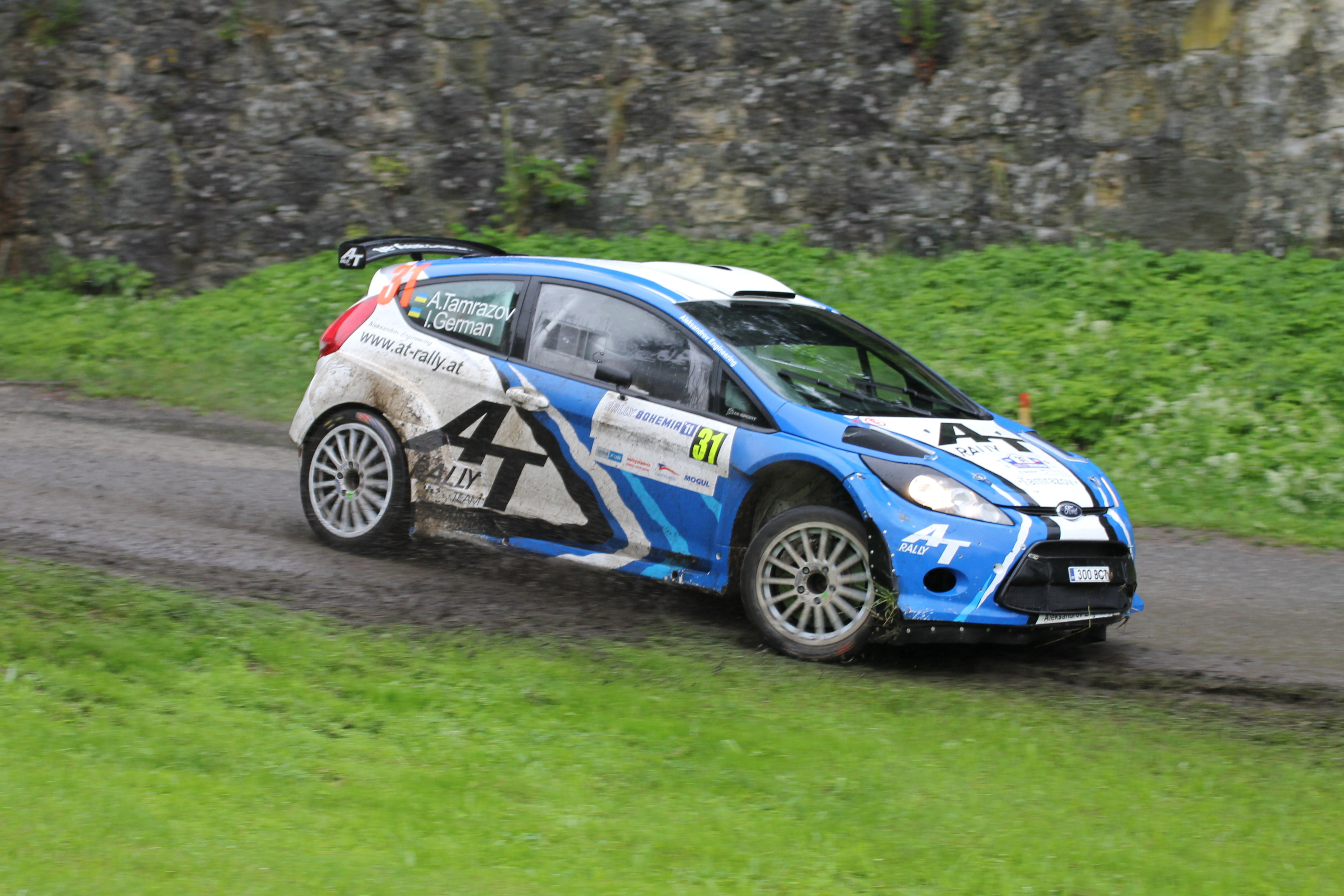
Ukrajinský jezdec Oleksiy Tamrazov s Fiestou S2000
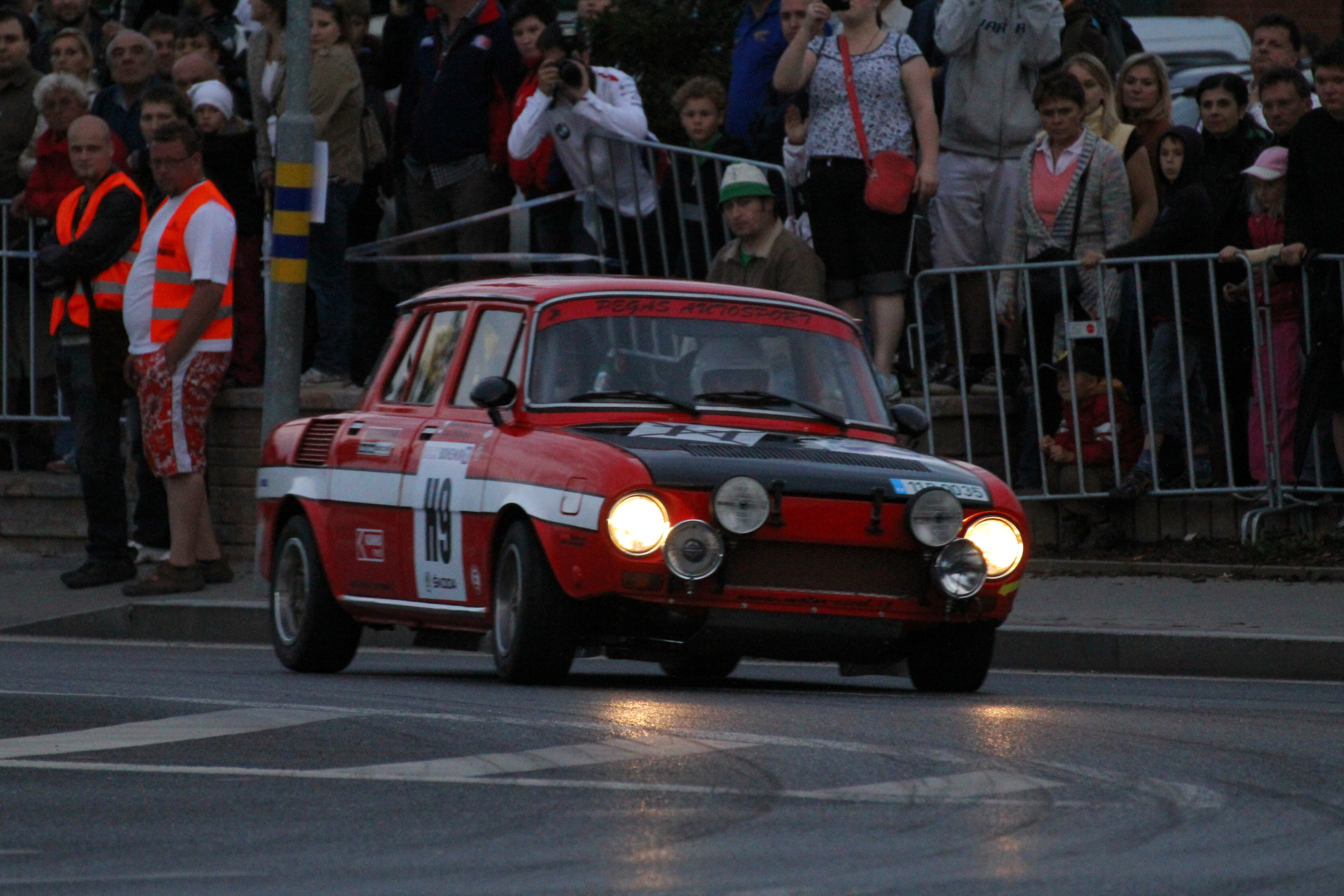
Historický soutěžní vůz Škoda 120 S

## Výsledky

### Výsledky Rally Bohemia 2011
| Umístění | St. č. | Posádka                         | Vůz                      | Celkový čas | Ztráta na vedoucího |
| -------- | ------ | ------------------------------- | ------------------------ | ----------- | ------------------- |
| 1.       | 3      | Freddy Loix Fréderic Miclotte   | Škoda Fabia S2000        | 2:01:00,3   | 0:00:00.0           |
| 2.       | 7      | Pavel Valoušek Zdeněk Hrůza     | Peugeot 207 S2000        | 2:04:32,4   | 0:00:35,2           |
| 3.       | 10     | Václav Arazim Julius Gál        | Mitsubishi Lancer Evo IX | 2:04:32,4   | 0:04:07,3           |
| 4.       | 23     | Jan Šlehofer Tomáš Singer       | Subaru Impreza STI       | 2:05:20,9   | 0:04:55,8           |
| 5.       | 37     | Wojciech Chuchała Kamil Heller  | Subaru Impreza STI       | 2:05:43,9   | 0:05:18,8           |
| 6.       | 12     | Vojtěch Štajf Petra Řiháková    | Subaru Impreza STI       | 2:06:05,8   | 0:05:40,7           |
| 7.       | 1      | Aaron Burkart Jörn Limbach      | Ford Fiesta S2000        | 2:07:01,5   | 0:06:36,4           |
| 8.       | 26     | Andrea Crugnola Roberto Mometti | Citroën DS3 R3T          | 2:10:29,0   | 0:10:03,9           |
| 9.       | 17     | Jaromír Tarabus Igor Norek      | Škoda Fabia R2           | 2:11:01,3   | 0:10:36,2           |
| 10.      | 15     | Jan Černý Pavel Kohout          | Škoda Fabia R2           | 2:11:23,7   | 0:10:58,6           |

### Průběžné pořadí mistrovství České republiky
| Pořadí | Jezdec         | Vůz                      | Bodový zisk |
| ------ | -------------- | ------------------------ | ----------- |
| 1.     | Roman Kresta   | Škoda Fabia S2000        | 132         |
| 2.     | Pavel Valoušek | Peugeot 207 S2000        | 116         |
| 3.     | Jan Kopecký    | Škoda Fabia S2000        | 100         |
| 4.     | Václav Pech    | Mitsubishi Lancer Evo IX | 81          |